# Maria Artini
Maria Artini (Milano, 1894 – 2 agosto 1951) è stata un'ingegnera italiana, seconda donna laureata al Politecnico di Milano, prima donna laureata in ingegneria elettrotecnica in Italia.

## Biografia
Nacque a Milano nel 1894, figlia dell'accademico Ettore Artini, direttore del Museo civico di storia naturale di Milano e docente di mineralogia al Politecnico.
Nel 1912 Maria Artini si iscrisse al Politecnico di Milano (all'epoca Istituto Tecnico Superiore), dove si laureò con il voto 90/100 nell'indirizzo di elettrotecnica nel 1918. Fu la seconda donna laureata al Politecnico (dopo Gaetana Calvi laureatasi nel 1913), nonché la prima donna elettrotecnica in Italia.
Subito dopo la laurea Maria lavorò presso uno studio professionale per un anno, fino al 1919, quando cominciò la sua collaborazione col gruppo Edison, dove venne assunta come dirigente. Qui contribuì alla creazione della prima linea elettrica italiana di 130 kV ad altissima tensione (la Brugherio-Parma),  organizzò e diresse l’ufficio statistiche (dal 1936 al 1946) e studiò la nuova rete a 220 kV.
Da una sua idea del 1948, nel 1957 nacque l’associazione AIDIA (Associazione italiana donne ingegneri e architetti), fondata tra le altre dall'ingegnera Emma Strada (che fu anche la prima presidente), Anna E. Armour, Adele Racheli Domenighetti e dall’architetta Vittoria Ilardi. L'associazione di cui diventò in seguito promotrice e che organizzò nel 1971, a Torino, la terza conferenza internazionale dedicata alle laureate in materie scientifiche provenienti da 35 nazioni, alla presenza del premio Nobel Rita Levi Montalcini.
Sposò Leonardo Maggi, di cui si sa poco, sennonché di essere stato un benefattore dell'Istituto dei Ciechi di Milano.
Artini morì nel 1951, all'età di 57 anni.